# Fin d'un désert
Pour plus de détails, voir Fiche technique et Distribution.
Fin d'un désert est un film français documentaire de court métrage réalisé par Robert Ménégoz, sorti en 1960.

## Synopsis
Les conditions de travail du personnel chargé de la pose d'un pipeline au Sahara dans les années 1950. 

## Fiche technique
- Titre : Fin d'un désert
- Réalisation : Robert Ménégoz
- Scénario : Robert Ménégoz
- Photographie : Jean Penzer
- Musique : Serge Baudo
- Pays de production :  France
- Format : Noir et blanc
- Durée : 27 min
- Date de sortie : 
  - France : 1960

## Récompense
- Prix du meilleur court métrage au Festival de San Sebastián 1960